# エーアイ・ネット
株式会社エーアイ・ネット（英: AI-NET Corporation）は、かつて情報処理に関するシステム機器・用品・ソフトウェア等の開発及び販売、情報処理のサービス業を主な事業内容としていた日本の企業。世界最大級の漢字フォントを収録した『今昔文字鏡』等を販売していた。

## 沿革
以下は株式会社エーアイ・ネット「会社情報 沿革」等による。
- 1976年（昭和51年）5月21日	- 株式会社汐加良として設立[2]
- 1985年（昭和60年）
  - 10月 - 事業の主力を情報処理に関するソフトウェアの開発・販売とする
  - 11月 - 漢字解析の研究に着手
- 1986年（昭和61年）12月 - 漢字の解字理論を発明
- 1987年（昭和62年）4月 - 16ドットフォント製作開始
- 1988年（昭和63年）1月8日 - 商号を株式会社エーアイ・ネットに変更[2]
- 1989年（平成元年）5月 - 製品原価自動計算システムを製作
- 1990年（平成2年）9月 - 24ドットフォント製作開始
- 1991年（平成3年）9月 - 電子書籍の独自モデルを製作
- 1993年（平成5年）6月 - 12ドットフォント製作開始
- 1994年（平成6年）10月 - 96ドットフォント製作開始
- 1995年（平成7年）3月 - 梵字フォント製作開始
- 1996年（平成8年）2月 - フォント作成数が58000字を越える
- 1997年（平成9年）
  - 4月 - 漢字字典『今昔文字鏡 単漢字8万字版』Ver.1.0を発売（ISBN 4-314-90003-2）
  - 6月 - 今昔文字鏡の販売代理契約を株式会社紀伊國屋書店と締結する（2018年4月末まで）
- 1998年（平成10年）12月 - 甲骨文字アウトラインフォント3300字完成
- 1999年（平成11年）
  - 1月 - 『今昔文字鏡 単漢字8万字 TTF版』Ver.2.0（TrueTypeフォント付）を発売（ISBN 4-314-90009-1）
  - 12月 - 篆書のアウトラインフォント1万字が完成
- 2000年（平成12年）
  - 2月 - 漢字データに関する独占的総代理店契約を株式会社紀伊國屋書店と締結する（2018年4月末まで）
  - 11月 - インターネットによる文字配信システム『文字鏡WEB』サービスを開始
- 2001年（平成13年）
  - 4月 - 作成漢字数が10万字を突破
  - 4月 - 『官報』の外字情報伝達手段として今昔文字鏡で使用している文字番号が採用される
  - 9月 - 『今昔文字鏡 単漢字10万字版』Ver.3.0（TrueTypeフォント付）を発売（ISBN 4-314-90019-9）
  - 11月 - 毛筆楷書ソフト『筆文字鏡 巻之一 楷書』刊行（ISBN 4-314-90020-2）
- 2002年（平成14年）
  - 6月 - ISO/IEC 10036[3]登録に8万字の文字画像情報を提供する
  - 10月 - 汎用電子情報交換環境整備プログラム（経済産業省）のデータベースに文字部品検索エンジンを提供する
- 2003年（平成15年）
  - 4月 - 今昔文字鏡の技術情報（文字図形識別情報）が情報処理学会試行標準規格に制定される（IPSJ-TS 0002）
- 2004年（平成16年）
  - 4月 - 試行標準規格IPSJ-TS 0002に技術情報（部分図形位置表示）を追加し改定される（IPSJ-TS 0002:2004）
  - 4月 - 平成16年汎用電子情報交換環境整備プログラムに参加
  - 9月 - 本社を横浜市西区岡野一丁目17番3号へ移転[2]
- 2005年（平成17年）
  - 4月 - 平成17年汎用電子情報交換環境整備プログラムに参加
  - 5月 - 西夏文字のアウトラインフォント6000字が完成
- 2006年（平成18年）
  - 4月 - 平成18年汎用電子情報交換環境整備プログラム（フェーズ2）に参加
  - 6月 - 『indexfont（インデックスフォント）今昔文字鏡プロフェッショナル版 Ver.1.0』（商用利用フォントライセンス付）を発売（ISBN 978-4-314-90034-8）
  - 10月 - 『今昔文字鏡 単漢字15万字版』Ver.4.0を発売（ISBN 4-314-90037-7）
- 2007年（平成19年）
  - 2月 - 電子辞書『康熙字典DVD-ROM』刊行（ISBN 978-4-314-90035-5）
  - 4月 - 平成19年汎用電子情報交換環境整備プログラム（フェーズ2）に参加
  - 7月 - 本社を横浜市瀬谷区五貫目町10番地135へ移転[2]
  - 9月 - ISO/IEC 10036登録に15万字の文字画像情報を提供する
- 2008年（平成20年）
  - 3月31日 - 『文字鏡WEB』のサービス終了[4]
  - 4月 - 平成20年度汎用電子情報交換環境整備プログラム（フェーズ2）に参加
  - 6月2日 - 『今昔文字鏡 UnicodeEdition』を発売
  - 12月 - 『梵字鏡 湧出窓』を発売
- 2009年（平成21年）5月28日 - 『今昔文字鏡 単漢字16万字版』パッケージ版を発売（ISBN 978-4-903375-41-0）
- 2010年（平成22年）3月15日 - 『indexfont（インデックスフォント）今昔文字鏡プロフェッショナル版 Version2.0』『文字鏡明朝ユニコードフォントセット』『今昔文字鏡 UnicodeEdtion 2010』『文字鏡毛筆草書』を発売
- 2011年（平成23年）11月 - 18万字分の文字鏡SVGフォントを開発、文字鏡研究会から公開開始
- 2016年（平成23年）11月 - 本社を千葉県木更津市太田4丁目9-13へ移転（登記上の住所は変更なし[2]）
- 2018年（平成30年）
  - 5月 - 株式会社紀伊國屋書店との総販売元代理店契約を全て解消
  - 7月 - NPO法人文字文化協會と締結していた代理店契約を含む全ての契約を解除する内容証明郵便を送達[5]
  - 8月12日 - 古家時雄（エーアイ・ネット代表取締役社長、文字鏡研究会副会長）病没[5]
- 2019年（令和元年）12月11日 - 会社法第472条（休眠会社のみなし解散）第1項の規定により解散[2]

## 主な製品
- 『今昔文字鏡 単漢字16万字版』（2009年5月発売、ISBN 978-4-903375-41-0）
- 『indexfont（インデックスフォント）今昔文字鏡プロフェッショナル版 Version2.0』（2010年3月15日発売、ISBN 978-4-903375-50-2、他）
- 『文字鏡明朝ユニコードフォントセット』（2010年3月15日発売、ISBN 978-4-903375-48-9）
- 『今昔文字鏡 UnicodeEdtion 2010』（2010年3月15日発売、ISBN 978-4-903375-49-6）
- 『文字鏡毛筆草書』（2010年3月15日発売、ISBN 978-4-903375-47-2）
- 『文字鏡毛筆隷書』（2009年7月発売、ISBN 978-4-903375-40-3）
- 『梵字鏡 湧出窓』（2008年12月発売、ISBN 978-4-903375-35-9）